# Шульженко Борис Сергійович
Бори́с Сергі́йович Шульже́нко (24 серпня 1919, село Хоружівка, тепер Недригайлівського району Сумської області — 4 червня 1970, місто Київ) — український радянський і комсомольський діяч, 1-й заступник голови КДБ при Раді Міністрів Української РСР, генерал-майор. Депутат Верховної Ради УРСР 6-7-го скликань.

## Біографія
Народився у бідній селянській родині. Закінчив середню школу.
З вересня 1937 по червень 1941 року — студент геолого-географічного факультету Київського державного університету.
З початком німецько-радянської війни у червні 1941 року призваний до лав РСЧА. З червня по липень 1941 року служив червоноармійцем 1-го зведеного комуністичного полку Південно-Західного фронту. У липні — серпні 1941 року — заступник політрука 600-го стрілецького полку 147-ї стрілецької дивізії Південно-Західного фронту. У серпні 1941 року був важко поранений, до лютого 1942 року лікувався в евакуаційному госпіталі № 2114 в місті Астрахань.
У лютому — жовтні 1942 року — курсант курсів із підготовки командного складу Червоної армії Приволзького військового округу. 
З жовтня 1942 по травень 1943 року служив командиром взводу артилерійської батареї 250-ї окремої курсантської бригади Калінінського та Ленінградського фронтів. З травня 1943 по січень 1944 року — командир взводу артилерійської батареї 166-го стрілецького полку 98-ї стрілецької дивізії Ленінградського фронту. З січня по лютий 1944 року — командир батареї 166-го стрілецького полку 98-ї стрілецької дивізії Ленінградського фронту. У лютому 1944 року був поранений, до травня 1944 року лікувався в евакуаційному госпіталі № 2011 міста Ленінграда.
Член ВКП(б) з 1943 року.
З травня по липень 1944 року — командир батареї 406-го стрілецького полку 124-ї стрілецької дивізії Ленінградського (потім 3-го Білоруського) фронту. У липні 1944 року був важко поранений, до листопада 1944 року лікувався в евакуаційному госпіталі № 2011 міста Ленінграда. Отримав І групу інвалідності (згодом змінив на ІІ). У 1945 році демобілізований із Радянської армії.
Після демобілізації з грудня 1944 по серпень 1945 року — комсомольський організатор (комсорг) ЦК ВЛКСМ у Київському державному університеті. У 1945 році закінчив географічний факультет Київського державного університету, здобув спеціальність економіста-географа.
У серпні 1945 — березні 1946 року — секретар із кадрів Київського міського комітету ЛКСМУ. У березні — вересні 1946 року — секретар із пропаганди Київського міського комітету ЛКСМУ.
У вересні 1946 — січні 1948 року — 1-й секретар Київського міського комітету ЛКСМУ, член Бюро ЦК ЛКСМУ. 
У січні — лютому 1948 року — 2-й секретар, у лютому 1948 — вересні 1950 року — 1-й секретар Київського обласного комітету ЛКСМУ.
У вересні 1950 — вересні 1952 року — секретар ЦК ЛКСМУ. У вересні 1952 — лютому 1954 року — 2-й секретар ЦК ЛКСМУ.
З березня по квітень 1954 року — завідувач сектору суспільних наук відділу науки і культури ЦК КПУ.
У квітні 1954 — червні 1957 року — заступник завідувача відділу пропаганди і агітації ЦК КПУ.
У червні 1957 — серпні 1959 року — начальник 4-го Управління Комітету державної безпеки (КДБ) при Раді Міністрів Української РСР.
У серпні 1959 — червні 1970 року — 1-й заступник голови КДБ при Раді Міністрів Української РСР.

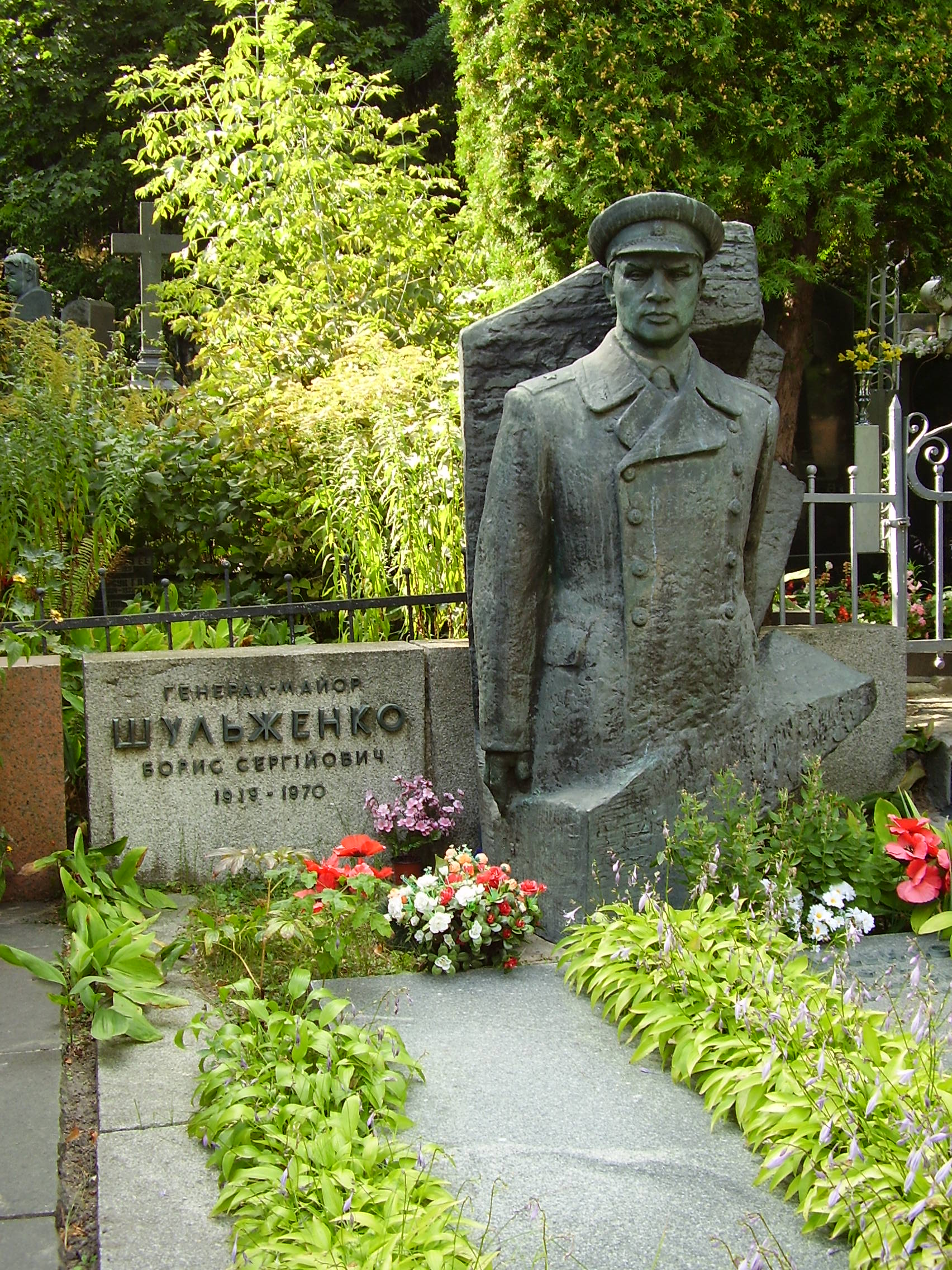
Могила Б.С. Шульженка

Похований у Києві на Байковому кладовищі (ділянка № 7).

## Звання
- Лейтенант (15.10.1942)
- Підполковник (22.07.1957)
- Полковник (2.03.1959)
- Генерал-майор (9.12.1964)

## Нагороди
- два ордени Леніна (28.10.1948, .10.1967)
- орден «Знак Пошани» (23.01.1948)
- орден Червоної Зірки (1944)
- медаль «За оборону Ленінграда»
- медаль «За оборону Києва» (1963)
- медаль «За перемогу над Німеччиною у Великій Вітчизняній війні 1941—1945 рр.» (1945)
- медаль «За доблесну працю у Великій Вітчизняній війні 1941—1945 рр.» (1945)
- медалі